# Halde (Toponym)
Halde ist ein Grund- und Bestimmungswort in deutschstämmigen Ortsnamen und bedeutet Berghang, Abhang eines Hügels. In Ortsnamen begegnet es meist in der Form -halden oder -halten.

## Herkunft
Das Wort ist urgermanischer Abstammung und ist heute in der Bedeutung künstliche Anhäufung oder Aufschüttung von Material noch in Gebrauch. Es liegt das urgermanische Adjektiv *halþa- (‚schräg, geneigt‘) zugrunde. Im Niederdeutschen gibt es hilde, hille (‚Erhebung, kleiner Hügel‘). Im Altenglischen gab es hildan (‚neigen lassen, niederbeugen‘) und hielde (‚Abhang‘). Über das Indogermanische ist es urwandt mit englisch hill (‚Hügel‘).

## Verbreitung
Als Toponym hat sich -halden/-halten im schwäbisch-alemannischen (Schwaben, Baden-Württemberg, Vorarlberg und Deutschschweiz) Sprachraum erhalten.
In Baden-Württemberg, dem Schwabenland und Vorarlberg findet sich fast nur -halden, in der Schweiz sowohl -halden als auch -halten.
Es kommt vereinzelt in niederdeutschen Ortsnamen als hil- vor.

## Beispiele
Nordrhein-Westfalen
- Hilden
- Hille

Baden-Württemberg
- Sonnenhalden
- Aichhalden
- Rangenhalden

Bayern
- Freihalden
- Haldenwang (Landkreis Oberallgäu)
- Winterhalten

Österreich
- Unterhalden
- Halden
- Halden

Schweiz
- Rechthalten
- Wolfhalden
- Halten